# Франкфорд (Делавер)
Франкфорд (англ. Frankford) — місто (англ. town) в окрузі Сассекс штату Делавер США. Населення — 790 осіб (2020).

## Географія
Франкфорд розташований за координатами 38°31′17″ пн. ш. 75°14′3″ зх. д. / 38.52139° пн. ш. 75.23417° зх. д. (38.521464, -75.234199).  За даними Бюро перепису населення США в 2010 році місто мало площу 1,89 км², уся площа — суходіл.

## Демографія
Згідно з переписом 2010 року, у місті мешкало 847 осіб у 252 домогосподарствах у складі 187 родин. Густота населення становила 448 осіб/км².  Було 281 помешкання (149/км²).
Расовий склад населення:
| - 46,9 % — білих - 28,1 % — чорних або афроамериканців - 1,3 % — азіатів - 21,8 % — осіб інших рас |

До двох чи більше рас належало 1,9 %. Частка іспаномовних становила 34,1 % від усіх жителів.
За віковим діапазоном населення розподілялося таким чином: 26,1 % — особи молодші 18 років, 61,6 % — особи у віці 18—64 років, 12,3 % — особи у віці 65 років та старші. Медіана віку мешканця становила 33,6 року. На 100 осіб жіночої статі у місті припадало 111,8 чоловіків;  на 100 жінок у віці від 18 років та старших — 110,1 чоловіків також старших 18 років.
Середній дохід на одне домашнє господарство  становив 56 536 доларів США (медіана — 41 364), а середній дохід на одну сім'ю — 65 304 долари (медіана — 43 750). Медіана доходів становила 38 125 доларів для чоловіків та 29 219 доларів для жінок. За межею бідності перебувало 19,0 % осіб, у тому числі 32,6 % дітей у віці до 18 років та 7,5 % осіб у віці 65 років та старших.
Цивільне працевлаштоване населення становило 359 осіб. Основні галузі зайнятості: освіта, охорона здоров'я та соціальна допомога — 20,3 %, виробництво — 15,9 %, роздрібна торгівля — 13,9 %, транспорт — 13,4 %.